# Rapporto Oslo
Il Rapporto Oslo è stata una delle fughe di notizie più spettacolari nella storia dell'intelligence militare. Scritto dal matematico e fisico tedesco Hans Ferdinand Mayer tra il 1° e il 2 novembre 1939, durante un viaggio d'affari a Oslo, in Norvegia, descriveva diverse armi dei tedeschi, alcune in servizio e altre in fase di sviluppo. Mayer spedì il rapporto in forma anonima sotto forma di due lettere all'ambasciata britannica a Oslo, dove vennero trasmesse all'MI6 a Londra per ulteriori analisi, fornendo una risorsa inestimabile agli inglesi nello sviluppo di contromisure, in particolare per la navigazione e nell'individuazione degli obiettivi radar, e contribuendo alla vittoria degli inglesi nella battaglia d'Inghilterra.

## Antefatti
Hans Ferdinand Mayer conseguì il dottorato in fisica presso l'Università di Heidelberg nel 1920. Dopo aver trascorso due anni come ricercatore associato nel laboratorio del suo supervisore di dottorato (Philipp Lenard), entrò a far parte della Siemens AG nel 1922. S'interessò alle telecomunicazioni ed entrò a far parte del laboratorio di ricerca sulla comunicazione della Siemens, diventandone il direttore nel 1936. In questa posizione ebbe contatti in tutta Europa e negli Stati Uniti ed ebbe accesso ad una vasta gamma di informazioni sullo sviluppo dell'elettronica in Germania, in particolare nel settore militare.

## L'invio del rapporto
Dopo che Hitler invase la Polonia il 1º settembre 1939, Mayer decise di divulgare agli inglesi il più possibile sui segreti militari per sconfiggere il regime nazista. Organizzò un viaggio d'affari in Scandinavia alla fine di ottobre 1939. Arrivò alla sua prima tappa programmata, Oslo, in Norvegia, il 30 ottobre 1939 e fece il check-in all'Hotel Bristol.
Mayer prese in prestito una macchina da scrivere dall'hotel e batté a macchina il Rapporto Oslo di sette pagine sotto forma di due lettere in due giorni. Spedì la prima il 1º novembre, chiedendo all'addetto militare britannico di fare in modo che BBC World Service modificasse l'introduzione al suo programma in lingua tedesca se desiderava ricevere il Rapporto. Ciò venne fatto ed egli inviò il rapporto insieme a un tubo a vuoto da un prototipo a spoletta di prossimità. Scrisse anche una lettera al suo amico britannico di lunga data Henry Cobden Turner, chiedendogli di comunicare con lui tramite il loro collega danese Niels Holmblad. Questo percorso di comunicazione indiretto era necessario, poiché la Gran Bretagna e la Germania erano in guerra, ma la Danimarca a quel tempo era neutrale. Mayer continuò i suoi viaggi in Danimarca per visitare Holmblad, chiedendo se poteva trasmettere informazioni tra lui e Turner. Holmblad acconsentì prontamente, ma una volta che Hitler invase la Danimarca il 9 aprile 1940, questa via di comunicazione non era più percorribile. Mayer tornò poi in Germania. Sebbene Mayer sia stato arrestato per reati politici dalla Gestapo nel 1943 e sia stato imprigionato a Dachau e in campi di concentramento nazisti fino alla fine della guerra, i nazisti non seppero mai del rapporto Oslo.

## La reazione britannica
Il 4 novembre 1939, il capitano Hector Boyes, addetto navale presso l'ambasciata britannica a Oslo, ricevette una lettera anonima che gli offriva un rapporto segreto sugli ultimi sviluppi tecnici tedeschi. Per ricevere il rapporto, doveva organizzare il consueto annuncio della trasmissione in lingua tedesca della BBC World Service in Hullo, hier ist London. Ciò venne fatto e portò alla consegna di un pacco una settimana dopo, che conteneva un documento dattiloscritto e un tipo di tubo a vuoto, un sensore per una spoletta di prossimità per proiettili o bombe. Il documento divenne famoso dopo la rivelazione della sua esistenza nel 1947 e passerà alla storia come "Rapporto Oslo". Boyes comprese subito la potenziale importanza del Rapporto e chiese ad un membro dello staff dell'ambasciata di farne una traduzione che inoltrò all'MI6 a Londra insieme all'originale.

Il rapporto Oslo venne accolto con indifferenza o addirittura incredulità dall'intelligence britannica, con la notevole eccezione del dr. R. V. Jones, un giovane dottore di fisica che era stato recentemente incaricato di un nuovo campo chiamato "Intelligence scientifica". Jones sostenne che, nonostante l'ampiezza delle informazioni e alcune inesattezze, i dettagli tecnici erano corretti e sostenne che tutti i sistemi elettronici ivi divulgati dovevano essere ulteriormente esplorati. In un rapporto del 1940, Jones riassunse i suoi pensieri:
Il contributo di questa fonte al presente problema può essere riassunto nelle dichiarazioni che i tedeschi stavano mettendo in uso un R.D.F. [Radio Direction Finding, il nome inglese del sistema radar] simile al nostro,[...] un'attenta revisione dell'intero rapporto lascia solo due possibili conclusioni: (1) che si trattava di un "impianto "per convincerci che i tedeschi erano avanzati quanto noi o (2) che la fonte era sinceramente disaffezionata alla Germania e desiderava dirci tutto ciò che sapeva. L'accuratezza generale delle informazioni, la presentazione gratuita della miccia e il fatto che la fonte non abbia fatto alcuno sforzo, per quanto si sa, per sfruttare la questione, insieme al successivo corso della guerra e alla nostra recente consapevolezza con il Knickebein, pesano molto a favore della seconda conclusione. Sembra, quindi, che la fonte fosse attendibile ed era manifestamente competente.
Nel suo libro del 1989, Jones riassunse l'importanza del rapporto Oslo:
È stato probabilmente il miglior rapporto singolo ricevuto da qualsiasi fonte durante la guerra. [...] Complessivamente, ovviamente, i contributi da altre fonti come le decrittazioni di Enigma, le fotografie aeree ed i rapporti dalla Resistenza, superarono il contributo di Oslo, ma questi vennero tutti realizzati da organizzazioni che coinvolgono molti, a volte migliaia di individui e che operarono durante la maggior parte della guerra. Il Rapporto Oslo, credevamo, era stato scritto da un singolo individuo che in un unico lampo ci aveva dato uno sguardo sinottico di gran parte di ciò che era prefigurato nell'elettronica militare tedesca.
Mentre Jones si fidava del Rapporto Oslo, l'Ammiragliato pensava che il Rapporto fosse "troppo bello per essere vero" e che fosse un inganno dell'Abwehr, con le sue fantastiche affermazioni scritte da esperti della guerra psicologica. Un'ulteriore argomentazione sollevata dai dubbiosi era che nessuno poteva avere una conoscenza così ampia della tecnologia delle armi come discusso nel Rapporto. Ciò era principalmente dovuto alla rivalità di servizio in Gran Bretagna e negli Stati Uniti ed era noto che esisteva una rivalità simile in Germania. Il rapporto Oslo si concentrava sulla tecnologia elettronica; diverse grandi compagnie tedesche vennero coinvolte in tali progetti per tutte e tre le forze armate; alcuni scienziati di queste compagnie avrebbero avuto conoscenza di gran parte della ricerca condotta.

## I contenuti del rapporto
Il rapporto dattiloscritto originale era lungo sette pagine. Venne riscritto, con un numero di copie carbone fatte per la distribuzione. Non si conosce alcun esemplare della traduzione originale e la versione tedesca conservata dall'Imperial War Museum è una delle copie carbone e manca degli schizzi che apparentemente erano inclusi nell'originale di Mayer. Una copia dattiloscritta in tedesco si trova anche nel Public Record Office, mentre il rapporto è stato pubblicato due volte in traduzione inglese.
I titoli delle sezioni qui riportati corrispondono a quelli del rapporto. Alcune delle informazioni che Mayer aveva sentito erano di seconda mano e in seguito si rivelarono errate.

### Il programma Ju88
Veniva stimato che i livelli di produzione del bombardiere medio Junkers 88 fossero probabilmente di 5.000 al mese, con un totale di oltre 25-30.000 previsti per essere prodotti entro aprile 1940. Ciò si rivelò essere un'esagerazione dei livelli di produzione e della produzione totale.

### LaFranken
Il rapporto afferma che la prima portaerei della marina tedesca si trovava a Kiel e avrebbe dovuto essere terminata nell'aprile 1940. La portaerei era chiamata Franken.
A volte si suggerisce che Mayer si sbagliasse e che stesse invece identificando la portaerei Graf Zeppelin. Tuttavia, la costruzione della Graf Zeppelin era ben nota alle marine alleate. Seguendo la politica di denominazione delle navi della Kriegsmarine, era conosciuta come "Flugzeugträger A" prima del suo varo e denominazione l'8 dicembre 1938. Anche una seconda portaerei, nota come "Flugzeugträger B", venne varata a Kiel nel 1938 con una data di lancio prevista per il luglio 1940, forse per essere chiamata Peter Strasser. I lavori su questa seconda portaerei vennero interrotti nel settembre 1939 e venne smantellata l'anno successivo. È possibile che Mayer abbia frainteso la costruzione della grande petroliera Franken per questa seconda portaerei e voleva avvisare gli Alleati di questo sviluppo. La petroliera navale (varata l'8 marzo 1939) era in fase di costruzione proprio accanto alla Graf Zeppelin, a sua volta ancora in costruzione.

### Alianti a controllo remoto
Questa sezione del rapporto descriveva alianti telecomandati di 3 m (9,8 ft) di apertura alare e 3 m (9,8 ft) di lunghezza, dotati di una carica esplosiva e di un altimetro destinato a mantenerli ad un'altitudine di 3 m (9,8 ft) sopra l'acqua, la fase orizzontale del loro volo sarebbe stata alimentata da un motore a razzo. Questa descrizione è simile al fallito Blohm & Voss BV 143 o, se si considera solo l'apertura alare, potrebbe essersi riferito al progetto Henschel Hs 293, controllato con un trasmettitore FuG 203 Kehl nell'aereo schierante e un ricevitore FuG 230 Straßburg nell'artiglieria.

### Autopilota
Qui Mayer descrive brevemente un altro sistema telecomandato, questa volta per un aereo invece che per un razzo.

### Proiettili a controllo remoto
Nel rapporto venne usata la parola tedesca Geschoss, che può anche essere tradotta con il significato di granata d'artiglieria, ma il testo tedesco afferma chiaramente che s'intendeva un razzo. Ciò è chiaro anche dall'osservazione che la granata è altamente instabile quando viene sparata, mentre le granate d'artiglieria sarebbero state stabilizzate in rotazione o stabilizzate in impennaggio nel caso di proiettili di mortaio.
La citata misura di calibro 80 cm (31,5 in) era vista all'epoca come un oggetto curioso; anche nel 1943, gli sviluppatori di razzi britannici erano concentrati sui combustibili solidi e pensavano in diametri di circa 3 in (76 mm); un razzo a combustibile solido di oltre dieci volte questo diametro avrebbe causato un divario di credibilità, cosa che in effetti si verificò quando in seguito vennero rese disponibili maggiori informazioni all'intelligence britannica. Col senno di poi, la descrizione può essere riconosciuta come il razzo A8, che aveva un diametro di 78 cm (30,7 in).
L'unica informazione cruciale omessa dall'autore del rapporto Oslo era l'uso di combustibili liquidi nel programma tedesco di razzi balistici.

### Rechlin
Rechlin è una piccola città situata sulla sponda meridionale del lago Müritz a nord di Berlino, con il campo d'aviazione ricoperto di torba - circa 4,5 km (2,5 miglia) direttamente a nord dell'aeroporto del XXI secolo di Rechlin-Lärz - essendo il nucleo della struttura centrale di prova dell'aviazione Erprobungstelle della Luftwaffe, costruita per la prima volta come aeroporto militare dall'Impero tedesco nell'agosto 1918. Il principale aeroporto di superficie erbosa della struttura, allestito alla maniera di un aeroporto precedente alla seconda guerra mondiale senza piste chiaramente definite, era delimitato da una strada perimetrale approssimativamente a pianta esagonale che esiste ancora. Mayer notò che i laboratori ed i centri di ricerca della Luftwaffe erano lì e che era un "utile punto di attacco" per i bombardieri.

### Metodi di attacchi ai bunker
Mayer notò che durante l'invasione della Polonia nel 1939, i bunker polacchi vennero attaccati usando granate fumogene che costrinsero i loro equipaggi a ritirarsi più in profondità nei bunker, dopodiché i soldati armati di lanciafiamme attaccavano sotto la copertura del fumo.

### L'equipaggiamento di allarme incursione aerea
Mayer menzionava che l'incursione aerea britannica su Wilhelmshaven nel settembre 1939 venne rilevata mentre l'aereo era a 120 km (75 mi) dalla costa tedesca usando il radar. Forniva anche le caratteristiche tecniche dei sistemi radar tedeschi di allerta precoce: potenza, durata dell'impulso e portata vennero descritti in dettaglio, insieme a contromisure che avrebbero potuto sfruttare la vulnerabilità del sistema radar. Mayer non conosceva l'ultima informazione critica, la lunghezza d'onda. Mayer menzionò l'aprile 1940 come termine ultimo per l'installazione di questo radar. Descrisse un secondo sistema simile che era in fase di sviluppo all'epoca, che funzionava a una lunghezza d'onda di 50 cm. Il radar di ricerca marittima aviotrasportata ASV FuG 200 Hohentwiel e il radar da caccia notturno AI FuG 202 Lichtenstein operavano nella banda UHF bassa, frequenze da 490 a 550 MHz con una lunghezza d'onda di circa 50 cm.
Questa sezione del rapporto ha rivelato la profonda conoscenza di Mayer della tecnologia radar. Il principio operativo del radar che rivelò – un breve lampo di energia trasmessa, misurando il tempo di volo e calcolando la distanza da esso – era noto agli inglesi ed era già utilizzato nel radar di allerta precoce Chain Home. Rivelare i dettagli del sistema in fase di sviluppo permise agli inglesi di inventare una semplice contromisura che chiamarono Window, già nota ai tedeschi come Düppel, che consisteva in lunghe strisce di foglio di alluminio di una lunghezza progettata per riflettere in modo ottimale i segnali radar tedeschi da 50 cm, il jamming. Si apprese che 50 cm era una lunghezza d'onda standard dei radar difensivi tedeschi, il che rendeva Window un metodo efficace per accecare tutti i loro sistemi radar difensivi, in seguito alla sua introduzione nell'incursione di Amburgo del 24 luglio 1943.

### Il telemetro aereo
Mayer descrisse un sistema in fase di sviluppo a Rechlin per la navigazione dei bombardieri tedeschi verso i loro obiettivi, che utilizzava una singola trasmissione radio per localizzare con precisione la portata di un bombardiere dal trasmettitore. Questa era la Y-Gerät (Apparato Y). Mayer indicò la lunghezza d'onda di 6 m (50 MHz). La descrizione di Mayer era abbastanza accurata, anche se in realtà funzionava a 45 MHz.

### I siluri
Mayer descrisse due nuovi tipi di siluri in servizio con la marina tedesca. Il primo era un tipo di siluro acustico progettato per essere utilizzato da distanze di 10 km (6,2 mi). Doveva essere guidato vicino a un convoglio utilizzando un ricevitore radio a onde lunghe, quindi due ricevitori acustici nella testa del siluro avrebbero preso il sopravvento quando si fosse avvicinato a poche centinaia di metri da una nave. Il secondo tipo di siluro (menzionato come lo stesso tipo utilizzato per affondare l'HMS Royal Oak nel 1939), venne descritto come dotato di una spoletta magnetica progettata per rilevare le deviazioni nel campo magnetico terrestre causate dallo scafo metallico di una nave ed esplodere sotto la sua chiglia. Mayer descrisse il principio della spoletta e suggerì che avrebbe potuto essere difesa generando un campo magnetico adatto.

### Le spolette elettriche per bombe e granate
La sezione finale del rapporto descriveva come le spolette meccaniche per le granate d'artiglieria venivano interrotte a favore delle spolette elettriche e menzionava che le bombe avevano già spolette elettriche. Mayer descrisse il funzionamento delle spolette delle bombe e le spolette elettriche a tempo. Menzionò anche un'idea per una spoletta di prossimità, cioè una spoletta che faceva esplodere una testata a una determinata distanza da un bersaglio. La spoletta che aveva descritto rilevava il suo bersaglio da cambiamenti nelle capacità parziali, che in pratica si rivelarono impraticabili. Menzionò le sue applicazioni antiaeree e il suo utilizzo nelle granate d'artiglieria antiuomo, un'applicazione che venne successivamente utilizzata dagli Alleati. Mayer concluse menzionando che le spolette erano state prodotte dalla Rheinmetall a Sömmerda, Thüringen.

## La rivelazione del rapporto e del suo autore
Il 12 febbraio 1947, Jones tenne un discorso su invito al Royal United Services Institute rivelando pubblicamente per la prima volta l'esistenza e l'importanza del Rapporto Oslo.
Questa parte del suo discorso attirò l'attenzione della stampa e venne ampiamente pubblicizzata. Jones rivelò alcuni dei contenuti del Rapporto, trattenendo molti dettagli per testare chiunque ne rivendicasse la paternità, ma né Henry Cobden Turner né Mayer sentirono parlare del discorso in quel momento.
Per caso Turner e Jones erano sullo stesso viaggio della RMS Queen Mary nel 1953 e una sera si sedettero allo stesso tavolo da pranzo. Trovarono molto in comune e Jones invitò Turner ad una cena nel suo club londinese. Il 15 dicembre 1953 venne organizzata la cena, durante la quale uno degli amici di Jones, il professor Frederick Norman del King's College London, gridò eccitato "Oslo !!". Turner e Norman raccontarono in privato a Jones durante un drink dopo cena che Turner aveva sentito dal suo vecchio amico tedesco, Hans Ferdinand Mayer, all'inizio della guerra di una lettera scritta da Oslo. Dopo aver appreso del contesto e della posizione di Mayer nella Siemens, Jones decise di aprire una corrispondenza con Mayer usando Turner come intermediario. Jones e Mayer s'incontrarono a una conferenza sui radar del 1955 a Monaco e cenarono con Turner a casa di Mayer. Jones stabilì rapidamente che Mayer aveva scritto il Rapporto Oslo. Convennero che divulgare chi aveva scritto il Rapporto non sarebbe servito a nulla e accettarono di tacere. Continuarono a scambiarsi lettere, con Mayer che fornì maggiori dettagli su come l'aveva scritto.
Jones decise di scrivere un libro sul suo lavoro di intelligence scientifica in tempo di guerra per l'MI6, ma esso non apparve fino al 1978, quando venne pubblicato come Most Secret War nel Regno Unito e The Wizard War in gli Stati Uniti. Nel libro, egli discusse di come aveva utilizzato il Rapporto Oslo, ma non rivelò l'autore.
Inevitabilmente, la domanda verrà posta riguardo alle mie idee sull'identità dell'autore di Oslo.
Credo di saperlo, ma il modo in cui mi è stata rivelata l'identità è stato così straordinario che potrebbe non essere accreditato.

In ogni caso, appartiene a un periodo successivo e l'epilogo deve attendere fino ad allora.
Mayer morì nel 1980 senza essere pubblicamente riconosciuto come autore. Il sequel di Jones, pubblicato nel 1989, rivelò l'identità dell'autore.